# Moenkhausia cosmops
Moenkhausia cosmops är en fiskart som beskrevs av Lima, Britski och Machado 2007. Moenkhausia cosmops ingår i släktet Moenkhausia och familjen Characidae. Inga underarter finns listade i Catalogue of Life.